# 王慶麟 (光緒進士)
王慶麟（?—?），字仁閣，贵州贵阳人，清朝政治人物、進士出身。
光緒三十年（1904年）太后七旬改政甲辰恩科進士，二甲三十四名，选庶吉士，散館授檢討。著有《南北史札記》、《齊魯訪碑記》、《五嶽遊記》。